# Isola Folly
L'isola Folly (in inglese Folly Island) è una piccola isola della Nuova Zelanda nell'Oceano Pacifico che rientra nell'acipelago delle isole Campbell.

## Descrizione
Con l'isola Campbell, l'isola Dent, l'isola di Jeanette Marie, l'isola di Jacquemart e una piccola isola rocciosa senza nome appartiene all'arcipelago delle isole Campbell e rappresenta uno dei territori più a sud della Nuova Zelanda. Rientra tra le isole subantartiche designate come patrimonio dell'umanità dall'UNESCO.